# Garpenbergs socken
Garpenbergs socken ligger i södra Dalarna, uppgick 1967 i Hedemora stad och området ingår sedan 1971 i Hedemora kommun och motsvarar från 2016 Garpenbergs distrikt.
Socknens areal är 148,20 kvadratkilometer, varav 136,90 land. År 2020 fanns här 939 invånare. Tätorten och kyrkbyn Garpenberg med sockenkyrkan Garpenbergs kyrka och Garpenbergs herrgård ligger i socknen. Socknen var tidigt en del av Vikabergs bergslag, senare Garpenbergs bergslag.

## Administrativ historik
Garpenbergs socken bildades 1607 efter att en församling senast 1579 bildats genom utbrytning ur Hedemora församling. Socknen låg först i Folkare härad, men överfördes till Hedemora tingslag enligt beslut den 11 januari 1859.
Vid kommunreformen 1862 övergick socknens ansvar för de kyrkliga frågorna till Garpenbergs församling och för de borgerliga frågorna till Garpenbergs landskommun. Landskommunen inkorporerades 1952 i Hedemora landskommun som 1967 uppgick i Hedemora stad som 1971 ombildades till Hedemora kommun. Församlingen uppgick 2010 i Hedemora-Garpenbergs församling som 2018 uppgivk i Hedemora, Husby och Garpenbergs församling.
1 januari 2016 inrättades distriktet Garpenberg, med samma omfattning som församlingen hade 1999/2000.
Socknen har tillhört fögderier, tingslag och domsagor enligt vad som beskrivs i artikeln Dalarna. De indelta soldaterna tillhörde Dalregementet och Livkompaniet.

## Geografi
Garpenbergs socken ligger öster om Hedemora kring Forsån.  Socknen är en moss- och sjörik kuperad skogsbygd med höjder som i Högtjärnsklack i nordost når 273 meter över havet.

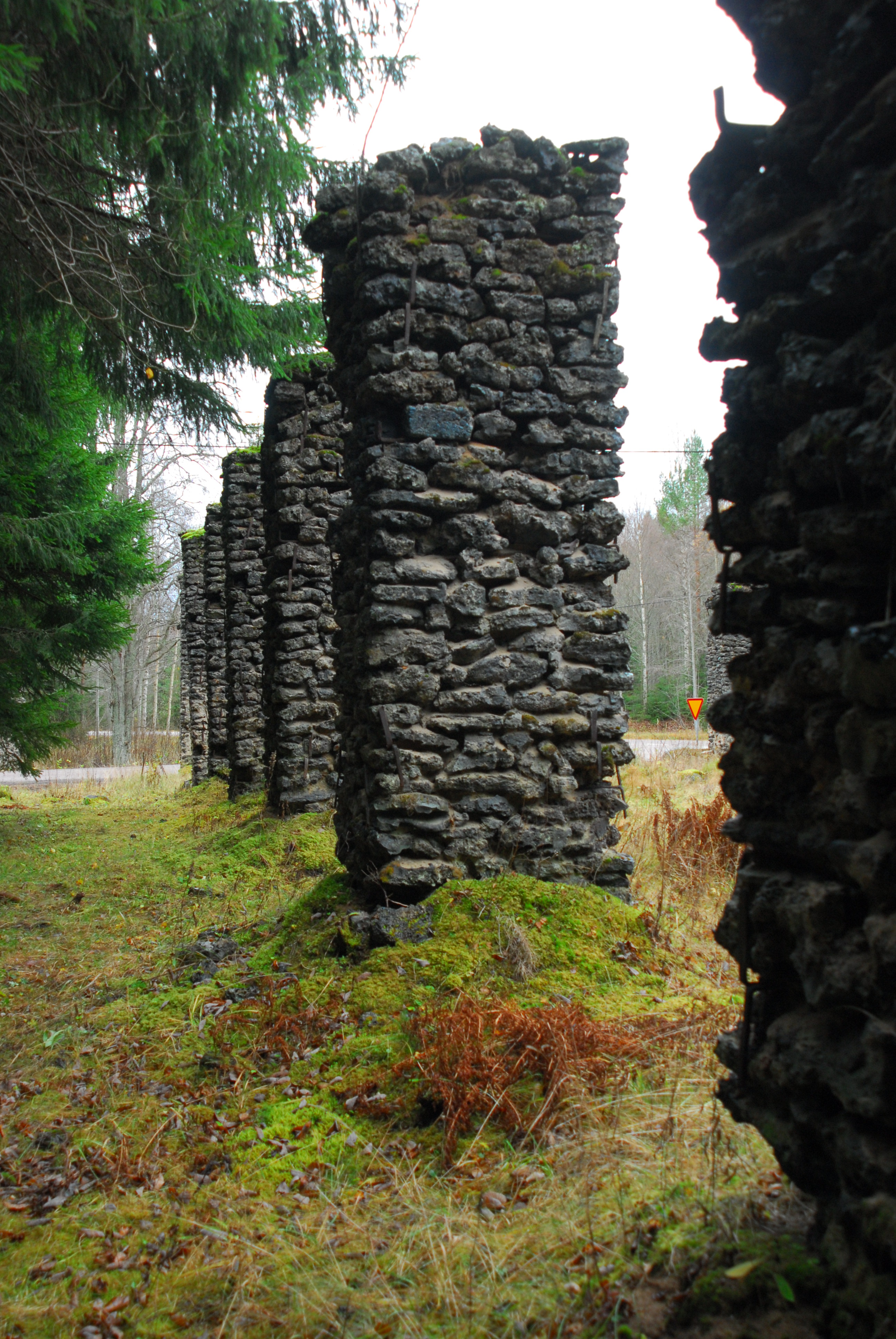
Ruinerna efter Brattfors bruk

## Fornlämningar
Lösfynd från stenåldern är funna. Flera medeltida lämningar av koppar- och järnhyttor samt gruvor finns.

## Namnet
Namnet (1402 Garppaberghed) kommer ursprungligen från ett gruvområde. Förleden innehåller garper, 'tysk', efterleden är berg, 'bergverk, gruvfält'.

## Befolkningsutveckling
Folkmängden i Hedemora-Garpenbergs församling var 11 797 år 2010.
| Befolkningsutvecklingen i Garpenbergs socken 1750–2020 | Befolkningsutvecklingen i Garpenbergs socken 1750–2020 | Befolkningsutvecklingen i Garpenbergs socken 1750–2020 | Befolkningsutvecklingen i Garpenbergs socken 1750–2020 | Befolkningsutvecklingen i Garpenbergs socken 1750–2020 |
| --- | ------------------------------------------------------ | ------------------------------------------------------ | ------------------------------------------------------ | ------------------------------------------------------ |
| |                                                        |                                                        |                                                        |                                                        |
| År |                                                        |                                                        | Folkmängd                                              |                                                        |
| 1750 | 1750                                                   |                                                        | 1 423                                                  |                                                        |
| 1760 | 1760                                                   |                                                        | 1 483                                                  |                                                        |
| 1769 | 1769                                                   |                                                        | 1 440                                                  |                                                        |
| 1780 | 1780                                                   |                                                        | 1 450                                                  |                                                        |
| 1790 | 1790                                                   |                                                        | 1 680                                                  |                                                        |
| 1800 | 1800                                                   |                                                        | 1 845                                                  |                                                        |
| 1810 | 1810                                                   |                                                        | 1 736                                                  |                                                        |
| 1820 | 1820                                                   |                                                        | 1 826                                                  |                                                        |
| 1830 | 1830                                                   |                                                        | 2 067                                                  |                                                        |
| 1840 | 1840                                                   |                                                        | 2 055                                                  |                                                        |
| 1850 | 1850                                                   |                                                        | 2 154                                                  |                                                        |
| 1860 | 1860                                                   |                                                        | 2 370                                                  |                                                        |
| 1870 | 1870                                                   |                                                        | 2 306                                                  |                                                        |
| 1880 | 1880                                                   |                                                        | 2 260                                                  |                                                        |
| 1890 | 1890                                                   |                                                        | 2 172                                                  |                                                        |
| 1900 | 1900                                                   |                                                        | 2 464                                                  |                                                        |
| 1910 | 1910                                                   |                                                        | 2 208                                                  |                                                        |
| 1920 | 1920                                                   |                                                        | 2 524                                                  |                                                        |
| 1930 | 1930                                                   |                                                        | 2 367                                                  |                                                        |
| 1940 | 1940                                                   |                                                        | 2 115                                                  |                                                        |
| 1950 | 1950                                                   |                                                        | 1 884                                                  |                                                        |
| 1960 | 1960                                                   |                                                        | 2 057                                                  |                                                        |
| 1970 | 1970                                                   |                                                        | 1 459                                                  |                                                        |
| 1980 | 1980                                                   |                                                        | 1 279                                                  |                                                        |
| 1990 | 1990                                                   |                                                        | 1 241                                                  |                                                        |
| 2020 | 2020                                                   |                                                        | 939                                                    |                                                        |
| Anm: Källor: Umeå universitet - Tabellverket 1749-1859, Demografiska databasen, CEDAR, Umeå universitet, Folkmängden per distrikt, landskap, landsdel eller riket efter kön. År 2015 - 2022. |                                                        |                                                        |                                                        |                                                        |